# أرنولد دورين
أرنولد دورين (بالإنجليزية: Arnold Doren)‏ هو مصور أمريكي، ولد في 29 يوليو 1935 في شيكاغو في الولايات المتحدة، وتوفي في 2003 في غرينزبورو في الولايات المتحدة.